# Eparquia de Thamarassery
A Eparquia de Thamarassery (Latim:Eparchia Thamarasserrensis) é uma eparquia pertencente a Igreja Católica Siro-Malabar com rito Siro-Malabar. Está localizada no município de Thamarassery, no estado de Querala, pertencente a Arquieparquia de Thalassery na Índia. Foi fundada em 28 de abril de 1986 pelo Papa João Paulo II. Com uma população católica de 151.782 habitantes, sendo 2,1% da população total, possui 129 paróquias com dados de 2020.

## História
Em 28 de abril de 1986 o Papa João Paulo II cria a Eparquia de Thamarasserry através do território da Eparquia de Tellicherry. Desde sua fundação em 1986 pertence a Igreja Católica Siro-Malabar, com rito Siro-Malabar.

## Lista de eparcas
A seguir uma lista de eparcas desde a criação da eparquia em 1986.
|                          | Nome                     | Período                  | Notas                            |
| Eparcas de Thamarasserry | Eparcas de Thamarasserry | Eparcas de Thamarasserry | Eparcas de Thamarasserry         |
| ------------------------ | ------------------------ | ------------------------ | -------------------------------- |
| 4º                       | Remigiose Inchananiyil   | 2010 - atual             |                                  |
| 3º                       | Paul Chittilapilly       | 1996 - 2010              |                                  |
| 2º                       | Jacob Thoomkuzhy         | 1995 - 1996              | Nomeado aarquieparca de Thrissur |
| 1º                       | Sebastian Mankuzhikary   | 1986 - 1994              | Faleceu no cargo                 |